# زولتان سابو (قاتل متسلسل)
زولتان سابو (بالمجرية: Szabó Zoltán)‏ هو قاتل متسلسل مجري، ولد في 1968، وتوفي في 5 ديسمبر 2016 بسبب شنق.